# Zach Collaros
(en) Statistiques sur statscrew
Zachary J. Collaros (né le 27 août 1988) est un joueur américain de football canadien. Il joue depuis 2019 à la position de quart-arrière pour les Blue Bombers de Winnipeg de la Ligue canadienne de football. Il a précédemment porté les couleurs des Argonauts de Toronto, des Tiger-Cats de Hamilton et des Roughriders de la Saskatchewan. Il a remporté la coupe Grey trois fois, dont les deux dernières comme quart-arrière partant. Il a également été nomme à deux reprises joueur par excellence de la Ligue canadienne de football.

## Biographie
Né à Steubenville en Ohio, Zach Collaros a des origines grecques. À l'école secondaire de Steubenville, il remporte deux fois le championnat de l'État en division 3 et reste invaincu en 30 départs en tant que quart-arrière.  Il étudie à l'université de Cincinnati où il joue dans l'équipe de football américain des Bearcats. Après avoir été ignoré au repêchage 2012 de la NFL, il fait un essai avec les Buccaneers de Tampa Bay mais n'est pas gardé. 
En juin 2012 il signe avec les Argonauts de Toronto de la Ligue canadienne de football. Il joue peu à sa première saison, mais en 2013, il est appelé à remplacer Ricky Ray (en) qui est blessé. Devenu agent libre à l'issue de la saison, il se joint aux Tiger-Cats de Hamilton avec lesquels il devient quart-arrière titulaire. Il mène son club à la finale de la coupe Grey, où ils sont défaits par les Stampeders de Calgary 20 à 16. En 2015 Collaros connaît un excellent début de saison, mais celle-ci prend fin en septembre quand il subit une rupture de ligament croisé. Sa convalescence se poursuit jusqu'au milieu de la saison 2016, et c'est Jeremiah Masoli qui le remplace durant son absence. En 2017, les performances des Tiger-Cats sont désastreuses en début de saison et Collaros perd son poste de titulaire au profit de Masoli. 
Les mauvaises performances de Collaros en 2017 font en sorte qu'il est échangé aux Roughriders de la Saskatchewan en janvier 2018. Il est titulaire chez les Roughriders qui connaissent une bonne saison, mais une blessure à la tête l'empêche de participer à la demi-finale de la division Ouest où son club est défait. La saison suivante, Collaros est de nouveau blessé dès le premier match de la saison. Peu après, il est échangé aux Argonauts de Toronto mais, toujours blessé, ne prend part à aucun match du club. À leur tour, les Argos échangent Collaros aux Blue Bombers de Winnipeg en octobre ; ceux-ci étaient à la recherche d'un quart-arrière pour compenser la perte par blessure de Matt Nichols (en). Bien qu'ayant très peu joué durant la saison régulière, Collaros mène son club à la conquête de la coupe Grey, défaisant Hamilton 33-12.
Après la pause forcée due à la pandémie de Covid-19, Collaros entame la saison 2021 en tant que titulaire à Winnipeg. Son club et lui connaissent une saison remarquable, les Blue Bombers terminant avec une fiche de 11-3 et Collaros étant choisi le joueur par excellence de la ligue. Ils mettent également la main sur la coupe Grey par une victoire de 33-25 sur Hamilton, et Collaros ajoute à son palmarès le titre de joueur par excellence de la finale. Lors de la saison 2022, Collaros connaît une autre excellente saison, terminant premier dans la ligue pour le nombre de passes de touché et second pour les verges gagnées par la passe, en plus d'être choisi joueur par excellence pour la seconde année consécutive. Cependant la coupe Grey lui échappe quand les Argonauts de Toronto dament le pion aux Blue Bombers.

## Trophées et honneurs
- Joueur par excellence de la Ligue canadienne de football : 2021, 2022
- Trophée Jeff-Nicklin (joueur par excellence de la division Ouest) : 2021, 2022
- Équipe d'étoiles de la division Ouest : 2021, 2022
- Équipe d'étoiles de la Ligue canadienne de football : 2021, 2022
- Joueur par excellence de la coupe Grey (en) : 2021